# 阿萨拉乡
阿萨拉乡（波斯語：‎），是伊朗北部厄尔布尔士省卡拉季县的一个乡(dehestan)，属阿萨拉区。依照2006年统计总人口3,283，共964 户。

## 辖区
阿萨拉乡共辖有11个村，分别为：Dardeh、Do Khanvari、Hameh Ja、Kiasar、Kiasarlat、拉尼兹（Laniz）、穆鲁德（Murud）、萨拉克（Sarak）、Shahrestanak、Shelnak、Tekyeh-e Sepahsalar。